# Кара-Кёль
Кара-Кёль (кирг. Кара-Көл) — село в Сузакском районе Джалал-Абадской области Кыргызстана. Входит в состав Кызыл-Тууского айылного аймака.

## География
Село расположено в юго-восточной части области, к югу от реки Кара-Ункюр, на расстоянии приблизительно 37 километров (по прямой) к северо-востоку от села Сузак, административного центра района. Абсолютная высота — 1395 метров над уровнем моря.

## Население
Согласно оценочным данным Национального статистического комитета Кыргызской Республики, численность населения села на начало 2023 года составляла 1079 человек.
| год     | 2009 | 2014 | 2015 | 2020 | 2021 | 2023 |
| ------- | ---- | ---- | ---- | ---- | ---- | ---- |
| человек | 763  | 779  | 872  | 1000 | 1017 | 1079 |